# Friedrich (Chiemsee)
Friedrich († 3. Februar 1387) war 1361–1387 Bischof des Bistums Chiemsee.

## Leben
Friedrichs Geburtsjahr und Herkunft sind nicht bekannt. Er war Pfarrer von Zell am See und Notar des Chiemseer Bischofs Konrad von Liechtenstein sowie des Salzburger Erzbischofs Ortolf von Weißeneck. Von diesem wurde er nach dem Tod des Chiemseer Bischofs Ludwig Radlkofen vor dem 1. September 1361 zu dessen Nachfolger ernannt.
Wie seine Vorgänger war Friedrich auch Weihbischof in Salzburg und führte in diesem Amt mehrere bischöfliche Handlungen außerhalb seines Kirchsprengels aus. Unter dem Erzbischof Pilgrim II. von Puchheim bekleidete er zudem das Amt des Ökonomen des Erzstifts Salzburg. Im päpstlichen Auftrag war er für die Apostolische Kammer mit der Einziehung der Pfründen (Interkalarfrüchte) des vakanten Bistums Brixen tätig. 1377 wurde er mit der Überprüfung der Probstwahl der Fürstpropstei Berchtesgaden betraut. Ein Jahr vor seinem Tod nahm er am Salzburger Provinzialkonzil teil. Sterbe- und Bestattungsort sind nicht überliefert.